# テオプラストス
テオプラストス（希: Θεόφραστος Theόphrastos, 紀元前371年 – 紀元前287年）は、古代ギリシアのレスボス島生まれの哲学者、博物学者、植物学者である。植物研究における先駆的な功績から「植物学の祖」と呼ばれる。アリストテレスの同僚、友人で、逍遙学派の主要人物の一人であった。アリストテレスの次に、リュケイオンの学頭を務めた。
透徹した批評眼と流麗な語り口、心優しい人柄で、学者や学生たち、アテナイ市民だけでなく、マケドニアのピリッポス2世やカッサンドロス王、エジプトのプトレマイオス1世らの尊敬を集めた。

## 来歴
ディオゲネス・ラエルティオス（後2 - 3世紀）の『ギリシア哲学者列伝』（希: Βίοι καὶ γνῶμαι τῶν ἐν φιλοσοφίᾳ εὐδοκιμησάντων、有名な哲学者たちの生涯と学説）によると、テオプラストスはレスボスのエレソスで洗濯業者メランテスの息子として生まれた。初め故国で同郷人のアルキッポスに学び、その後若くしてアテナイに学びに来た。プラトンの創設した学校アカデメイアで学び、プラトンの死後、アリストテレスに接近し共に研鑽を重ねた。アリストテレスはテオプラストスに自らの書斎と自筆原稿を遺贈し、リュケイオンの次期学頭に指名した。テオプラストスはリュケイオン・逍遙学派を35年間運営し、成長・繁栄させた。透徹した批評眼と流麗な語り口で魅力的な講義を行い、面倒見の良い人柄も相まってアテナイ市民や学者、学生たちに親しまれた。85歳でテオプラストスが死ぬと、多くのアテナイ人は彼に敬意を表し葬儀に参列した。彼の次の学頭の地位は、ランプサコスのストラトンが継承した。
アリストテレスの死後、その庶子ニコマコスの後見人が死亡した後、彼を育てた。アリスティッポス（紀元前435年頃 - 紀元前355年頃）は著作『昔の人々の逸楽』で、テオプラストスはニコマコスと愛人関係にあったと述べている。
なお、テオプラストスという名は、アリストテレスがつけたあだ名で、彼の言葉を操る能力と議論の明晰さを認めて名付けられた。（「神（テオス）のごとく語る（プラストス）」の意）。本来はティルタマスと言った。

## 業績
テオプラストスは兄弟弟子のロドスのエウデモスと共に、アリストテレスの学説を敷衍・校正し、アリストテレスの論理学を改良した。彼らは様相概念を研究し、可能を偶然と区別するなど可能の概念を明確化した。テオプラストスは、また、アリストテレスのトピックスに少し異なる新しい解釈を与えたが、それは後のテミスティオス、キケロをへてボエテイウスによるトピックスの概念の確立の端緒となる（例えばトピック (論理学)参照）。
彼の関心はほとんどすべての学問領域におよび、科学に統一的な概念を求めた。それと同時に、哲学者として初めて、主な科学の分野を区分する理論的な基準を設けた。その影響力は絶大で、リュケイオンでは何千人もの学生が教育を受け、科学の普及にも功績をあげた。
アリストテレスの後継者であるとみられ、大筋でその哲学の教えを守っているが、単なる模倣ではなく、自らの経験に基づいて世界の性質を明らかにしようとした。アリストテレスの自然界を目的論で説明する方法を批判しており、「最初の原動者」の存在を主張する説にも賛同しなかった。しかし、それに代わる新しい見方を提示したわけではない。一般的な評価としては、テオプラストスはアリストテレスのような創造的精神はなかったが、研究対象を細部にわたって観察しその差異を指摘することや、事実に合わない理論の弱点を見つけ出すことに長けていたとされる。アリストテレスの体系の枠組みの中で、体系の個々の部分を確定し全体を発展させたとして評価されるが、この評価が正しいかどうかは、彼の幅広い研究を詳細に検討する必要がある。

### 植物学

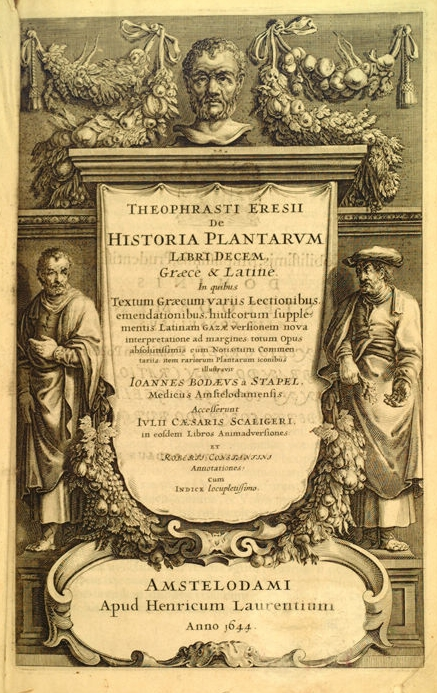
『植物誌』（Historia Plantarum ）の口絵、1644年

テオプラストスは、特に植物学の業績で知られる。彼の植物研究は、基本的にはアリストテレスの動物学研究と同じく、観察された事実の積み重ねに基づいて原因を探究するものであるが、師の動物学の概念を類比によって植物の世界に適用する道を選んでおらず、独自性が見られる。植物の世界における様々な違いを詳細に観察し、新しい概念を作り出していった。
植物を喬木または樹木、低木、亜低木、草に4分類し、植物に関する多くの重要な概念を作り、自分の考えを表す言葉がなかったため、多くの専門用語を作った。また、系統樹あるいは樹形図と似た体系的な配列を取り入れ、植物を族、科、属というグループに分ける方向性を示し、今日まで通用する分類法の基礎となるやり方を確立した。植物の発生から死までの過程、繁殖の形態、環境への反応を考慮し、種類の違う植物の中に特定の特徴の有無を観察し、それをもとに記録した先駆的な業績によって、「植物学の祖」と呼ばれている。テオプラストスは、当時の植物学に体系的な研究法を導入したのである。
彼の著作『植物誌』（羅：Historia Plantarum、希: Περὶ φυτῶν ἱστορία, Peri phyton historia) 9巻は、植物を体系的に論じた書で、欠落もなくほぼ完全な形で現在まで伝わっている。『植物原因論』（羅：De Causis Plantarum、希: Περὶ φυτῶν αἰτιῶν）6巻と共に植物学の発達に大きな影響を与え、古代からルネサンスまで植物学の最重要文献であった。教皇ニコラウス5世の命で ガザのテオドロスが初めてギリシャ語からラテン語に翻訳し、1483年に刊行された。『植物誌』は、歴史上植物学に関する最初の研究書であり、当時の最高水準の観察記録である500余種の記載を残した点で時代を超えた価値をもっている。さらに、農学、林学、薬学の応用科学書、実用書でもあり、同時にフィールドワークの重要性をも今日に伝えている。
『植物誌』は全9巻となっているが、最終巻には俗信が多く含まれ、彼の死後に書かれた偽作ともいわれ、真偽が研究されてきた。テオプラストスと共に西洋の植物学・薬草学に影響の大きかった書籍に、古代ローマの医師ディオスコリデス（40年頃 - 90年）の『薬物誌』がある。ディオスコリデスは彼以前の植物学・薬草学研究も参考にして『薬物誌』を著したが、『植物誌』についてほとんど言及されておらず、不思議なことに知らなかったのではないかともいわれている。

### 気象学
テオプラストスはアリストテレスの弟子である。しかし、彼はアリストテレスの気象に関する考え方を引き継いでいない。アリストテレスは理論的、演繹的な考え方なのに対して、テオフラストスは経験を重視した。テオプラストスは「気象の前兆について（De Signis Tempestatum）」と「風について（De Ventis）」という本を残しており、その天気の前兆を、雨については80編、風については45編、嵐について50編、好天については24編、周期的な気象については7編にわたって示した 。例えば次のように述べている。"雨の徴候は次のように現れる。最もはっきりしていることは夜明けに起こることである。日の出前に空が赤みがかった様子のときである。その日でなくとも、通常3日以内の雨を意味する。" 。これらのテオフラストスの著作が天候の前兆をまとめたものとしては世界で初めてとされており、その後天気のことわざなどとして後世に引き継がれていった。

## 著作

Historia plantarum, 1549

ディオゲネス・ラエルティオスによると、テオプラストスは226本ともいわれる厖大な論文を著し、内容は論理学・倫理学・博物学・数学・気象学・天文学・教育・政治学・音楽・宗教にまで及んだ。大半は失われたが、後世の引用にわずかにその内容をとどめるものもある。以下の著作は比較的まとまったものが現存している。
- 『植物誌』9巻
- 『植物原因論』6巻
- 『性格論』（『人さまざま』とも。希: Ἠθικοὶ χαρακτῆρες）：テオプラストスの死後にまとめられたスケッチ集である。人間の性質、生き様を軽妙に、ユーモアを込めて描いた作品。後世、これを模倣した作品も多い。
- 『自然学者たちの教説』（『自然学者学説集』とも。希: Φυσικῶν δόξαι）：テオプラストス以前の哲学者の学説を体系的にまとめた書。現在は断片が伝わるのみであるが、ソクラテス以前の哲学者の主要資料として重要である。H.ディールスによれば、後世の学説誌の共通の祖にあたるとされる[10]。
- 『形而上学断片』（希: Θεοφράστου τῶν μετὰ τὰ φυσικά）：断片ではなく小論だと考えられている[2]。
- 『石について』（羅：De lapidibus、希: Περὶ λίθων）：岩石や鉱物についての書。
- 『風について』
- 『気象の兆候について』
- 『火について』
- 『臭いについて』
- 『感覚と感覚されるものについて』

### 著作の日本語訳
- 小川洋子訳 『植物誌〈1〉』京都大学学術出版会〈西洋古典叢書〉、2008年。第一巻～第三巻を収録
- 小川洋子訳『植物誌〈2〉』西洋古典叢書、2015年。第四巻～第六巻を収録
- 小川洋子訳『植物誌〈3〉』西洋古典叢書、2025年。第七巻～第九巻を収録
- 森進一訳『人さまざま』岩波書店〈岩波文庫〉、1982年
- 吉田正通訳『人さまざま』一穂社、2008年。復刻再刊（オンデマンド版）、岩波版の旧訳(1938年刊)

### ディオゲネス・ラエルティオスによる全著作リスト
以下、斉藤和也の訳出による。
1. 分析論前書 3巻
2. 分析論後書 7巻
3. 推論の分析について 1巻
4. 分析論要綱 1巻
5. トポスの還元 2巻
6. 争論的論法の理論に関する論争
7. 感覚について 1巻
8. アナクサゴラスに対して 1巻
9. アナグサゴラスの教説について 1巻
10. アナクシメネスの教説について 1巻
11. アルケラオスの教説について 1巻
12. 塩，ソーダ，ミョウパンについて 1巻
13. 石化物について 2巻
14. 不可分の線分について 1巻
15. 講義 2巻
16. 風について 1巻
17. 徳の種類 1巻
18. 王制について 1巻
19. 王の教育について 1巻
20. 生活様式について 3巻
21. 老年について 1巻
22. デモクリトスの天文学について 1巻
23. 気象学 1巻
24. エイドーロン(似像)について 1巻
25. 臭い，色，肉について 1巻
26. 宇宙について 1巻
27. 人間について l巻
28. ディオゲネスの教説の集録 1巻
29. 定義 3巻
30. エロース論 1巻
31. エロースについて再論 1巻
32. 幸福について 1巻
33. 種について 2巻
34. 癇癪について 1巻
35. 神憑りについて 1巻
36. エムペドクレスについて 1巻
37. エピケイレーマタ(弁論術的拡大推論) 18巻
38. 異議集 3巻
39. 本意の行為について 1巻
40. プラトンの国家篇要綱 2巻
41. 同種の動物における声差異について 1巻
42. 突然現われるものについて 1巻
43. 咬む動物と刺す動物について 1巻
44. 妬み深いといわれる動物について 1巻
45. 乾燥地に分布する動物について 1巻
46. 体色を変化させる動物について 1巻
47. 冬眠する動物について 1巻
48. 動物について 7巻
49. アリストテレス的な「快楽について」 1巻
50. 快楽について再論 1巻
51. 命題集 24巻
52. 温と冷について 1巻
53. めまいについて 1巻
54. 汗について 1巻
55. 肯定と否定について 1巻
56. カッリステネスまたは哀別について 1巻
57. 疲労について 1巻
58. 運動について 3巻
59. 石について 1巻
60. ペストについて 1巻
61. 失神について 1巻
62. メガラ派 1巻
63. 憂欝症について 1巻
64. 金属について 2巻
65. 蜜について 1巻
66. メトロドロスの教説の集録 1巻
67. 気象学 2巻
68. 酩酊について 1巻
69. アルファベット順による法律集 24巻
70. 法律集要綱 10巻
71. 定義によせて 1巻
72. 臭いについて 1巻
73. 酒と油について
74. 第一前提集 18巻
75. 立法家 3巻
76. 政治学 6巻
77. 時宜から見た政治論 4巻
78. ポリスの慣習 4巻
79. 最良の国制について 1巻
80. 問題集 5巻
81. 諺について 1巻
82. 凝固と溶解について 1巻
83. 火について 2巻
84. 気息について 1巻
85. 中風について 1巻
86. 窒息について 1巻
87. 精神錯乱について 1巻
88. 感情について 1巻
89. 気象の前兆について 1巻
90. 詭弁 2巻
91. 推論の解除について 1巻
92. トピカ 2巻
93. 懲罰について 2巻
94. 毛髪について 1巻
95. 僭主制について 1巻
96. 水について 3巻
97. 睡眠と夢について 1巻
98. 親愛について 3巻
99. 名誉心について 2巻
100. 自然について 3巻
101. 自然学説誌 18巻
102. 自然学説誌要綱 2巻
103. 自然学 8巻
104. 自然学者たちに対して 1巻
105. 植物誌 10巻
106. 植物原因論 8巻
107. 樹液について 5巻
108. 虚偽の快楽について 1巻
109. 魂について，一つの命題
110. 非技術的立証について 1巻
111. 単純な難問について 1巻
112. 和声論 1巻
113. 徳について l巻
114. 論点の反論 1巻
115. 否定について 1巻
116. 格言について 1巻
117. 可笑しな事について 1巻
118. 午後の講義 2巻
119. 分割 2巻
120. 差異について 1巻
121. 犯罪について 1巻
122. 中傷について 1巻
123. 称賛について 1巻
124. 経験について 1巻
125. 書簡 3巻
126. 自然発生する動物について 1巻
127. 分秘について 1巻
128. 神々への頌歌 1巻
129. 祭式について 1巻
130. 幸運について 1巻
131. エンチューメーマ(弁論術的推論)について 1巻
132. 発見について 2巻
133. 倫理学講義 1巻
134. 性格論 1巻
135. 喧騒について 1巻
136. 歴史について 1巻
137. 推論の判定について 1巻
138. 海について 1巻
139. へつらいについて 1巻
140. カッサンドロスに贈る「王位について」 1巻
141. 喜劇について 1巻
142. 韻律について 1巻
143. 文体について 1巻
144. 論法集録 1巻
145. 解除集 3巻
146. 音楽について 3巻
147. 韻律について 1巻
148. メガクレス 1巻
149. 法律について 1巻
150. 法律違反について 1巻
151. クセノクラテスの教説と集録 1巻
152. 交際論 1巻
153. 誓言について 1巻
154. 弁論術の規則 1巻
155. 富について 1巻
156. 詩学 1巻
157. 政治学， 自然学，恋愛術，倫理学の諸問題 1巻
158. 序論集 1巻
159. 諸問題集録 1巻
160. 自然学の諸問題について 1巻
161. 例証論法について 1巻
162. 提題と陳述についで 1巻
163. 詩学再論 1巻
164. 智者について 1巻
165. 忠告について 1巻
166. 破格語法について 1巻
167. 弁論術について 1巻
168. 弁論術について， 17種類
169. 演技について 1巻
170. アリストテレスまたはテオフラストスの研究草稿集 6巻
171. 自然学説誌 16巻
172. 自然学説誌要綱 1巻
173. 優美さについて 1巻
174. 性格論 1巻
175. 偽と真について 1巻
176. 神に関する研究の歴史 6巻
177. 神々について 3巻
178. 幾何学史 4巻
179. アリストテレス動物論の要綱 6巻
180. エピケイレーマタ(弁論術的拡大推論) 2巻
181. 命題集 3巻
182. 王制について 2巻
183. 原因について 1巻
184. デモクリトスについて 1巻
185. 中傷について 1巻
186. 生成について 1巻
187. 動物の知性と習性について 1巻
188. 運動について 2巻
189. 視覚について 4巻
190. 定義に寄せて 2巻
191. 「与えられている」という事について 1巻
192. より大とより小について 1巻
193. 音楽について 1巻
194. 神的幸福について 1巻
195. アカデメイア派の人々に対して 1巻
196. 哲学の勧め 1巻
197. いかにすれば国家は最善に治められるか 1巻
198. 研究草稿集 1巻
199. シケリアの溶岩流について 1巻
200. 一般通念について 1巻
201. 自然学の諸問題について 1巻
202. 認識の方法にはいかなる種類があるか 1巻
203. 嘘つきについて 3巻
204. トピカ序 1巻
205. アイキュロスに寄せて 1巻
206. 天文学 6巻
207. 増大についての算術的研究 1巻
208. アキカロス 1巻
209. 法廷弁論について 1巻
210. 中傷について 1巻
211. アスチュクレオン， ファニアス， ニカノル宛書簡集
212. 敬虔について 1巻
213. エウイアス 1巻
214. 時宜について 2巻
215. 対象に適合した理論について 1巻
216. 子供の教育について 1巻
217. 向上その二 1巻
218. 教育について，或いは徳について，或いは節制について 1巻
219. 哲学の勧め 1巻
220. 数について 1巻
221. 推論の言葉使いに関する定義 1巻
222. 天体について 1巻
223. 政治に関して 2巻
224. 自然について
225. 果実について
226. 動物について

## 注
1. 1 2 3 4 5  ロバート・ハクスリー 著 『西洋博物学者列伝 アリストテレスからダーウィンまで』 植松靖夫 訳、悠書館、2009年
2. 1 2 3 4 5 6 7 8 9  斉藤和也 1984.
3. 1 2 3  京都大学 総合博物館 レクチャーシリーズno.64 (シニア・レクチャー) 「古代ギリシアの植物学」小川洋子
4. ↑  中畑正志 2008, p. 654-655.
5. 1 2 3  大槻真一郎 著 『ディオスコリデス研究』 エンタプライズ株式会社、1983年
6. 1 2  月川.
7. ↑  Howard, Frisinger (1977). The History of Meteorology to 1800. American Meteorological Society. ISBN 978-0933876569.
8. ↑   気象学と気象予報の発達史. 堤, 之智. 丸善出版. (2018.10). ISBN 978-4-621-30335-1. OCLC 1076897828
9. ↑  『岩波 思想・哲学事典』p.1114【テオプラストス】
10. ↑  木原志乃「初期ギリシア哲学の文献事情」『哲学の歴史〈第1巻〉哲学誕生―古代1』内山勝利編、中央公論新社、2008年